# Arte contemporáneo en España
Arte contemporáneo en España es un concepto propio de la historiografía del arte que engloba la producción artística de la Edad Contemporánea en España, pero también la realizada por españoles en otros países.

## Siglo XIX
La figura de Goya preside en pintura la crisis final del Antiguo Régimen en España. La pintura española del siglo XIX no se caracterizó por la continuidad del estilo goyesco (Leonardo Alenza, Asensio Julià, Eugenio Lucas), sino por la continuidad del academicismo (Vicente López, los Madrazo -familia en la que se sucedieron pintores de máxima importancia hasta comienzos del siglo XX-). La pintura de historia fue el género que otorgaba un mayor reconocimiento institucional, y la beca de Roma (la estancia en la Academia de España en Roma) fue obtenida por los pintores de mayor proyección. Comenzó a desarrollarse el paisajismo, en el que destacó Carlos de Haes.

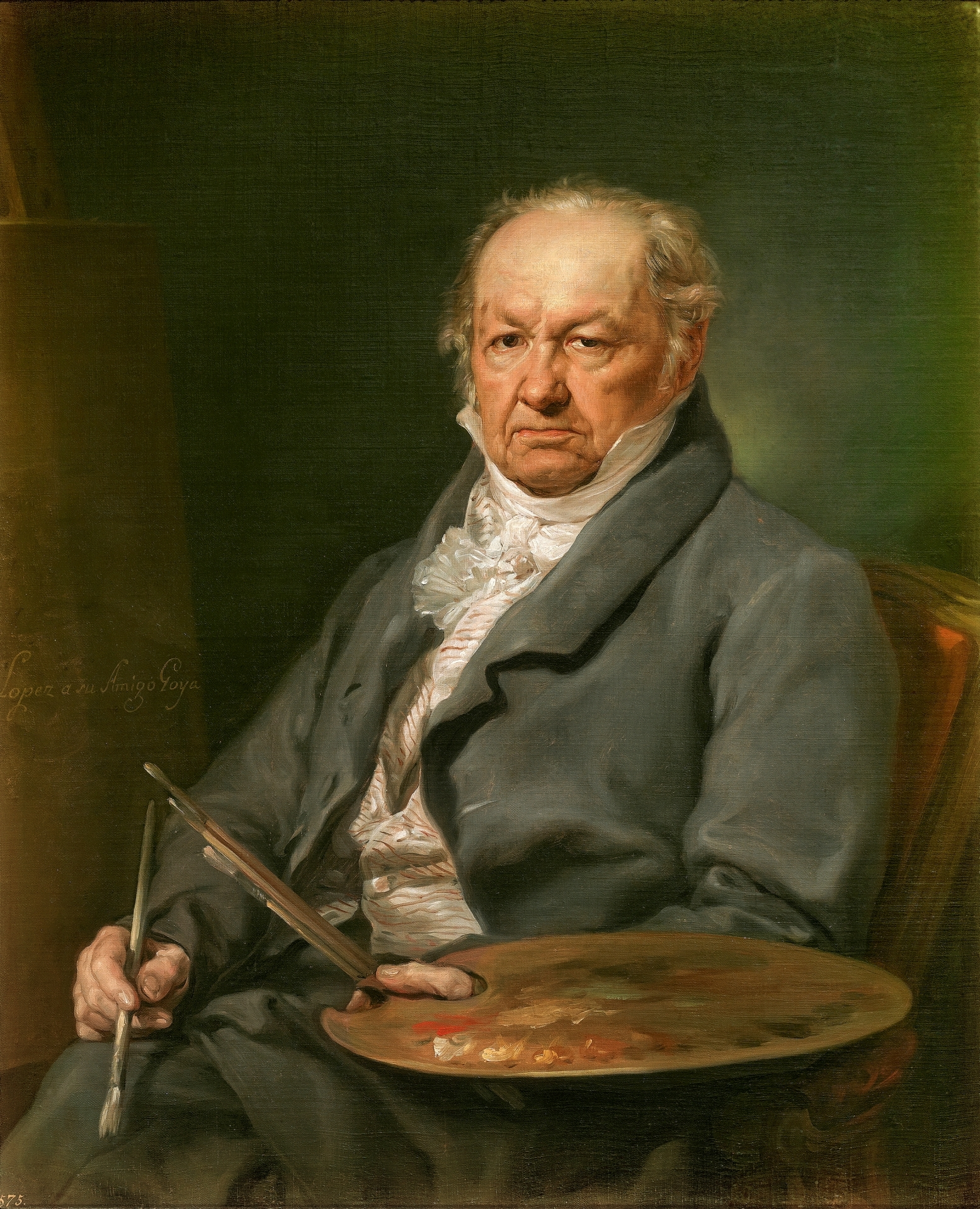
Retrato de Goya, por Vicente López (1826).
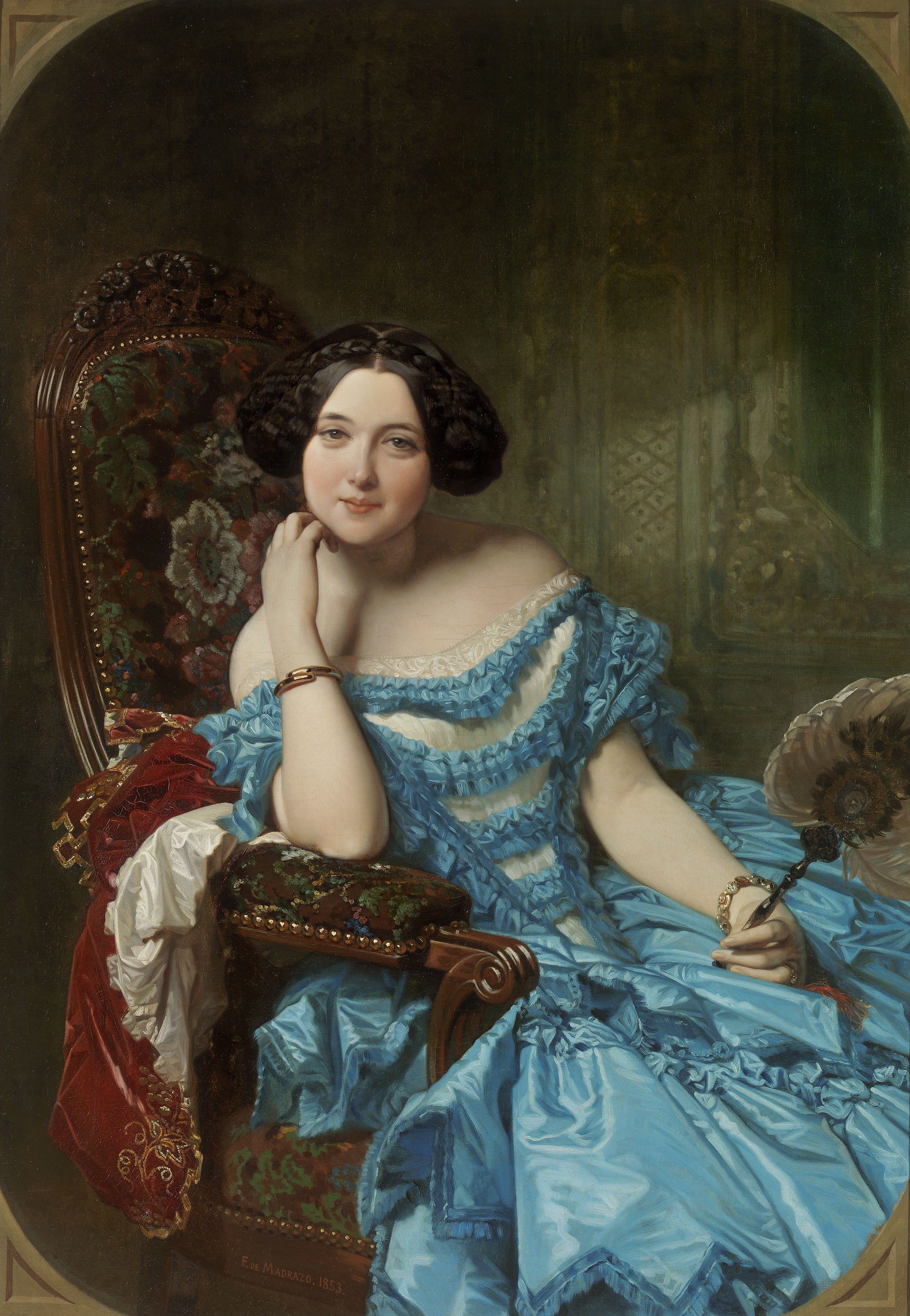
La condesa de Vilches, de Federico de Madrazo (1853).
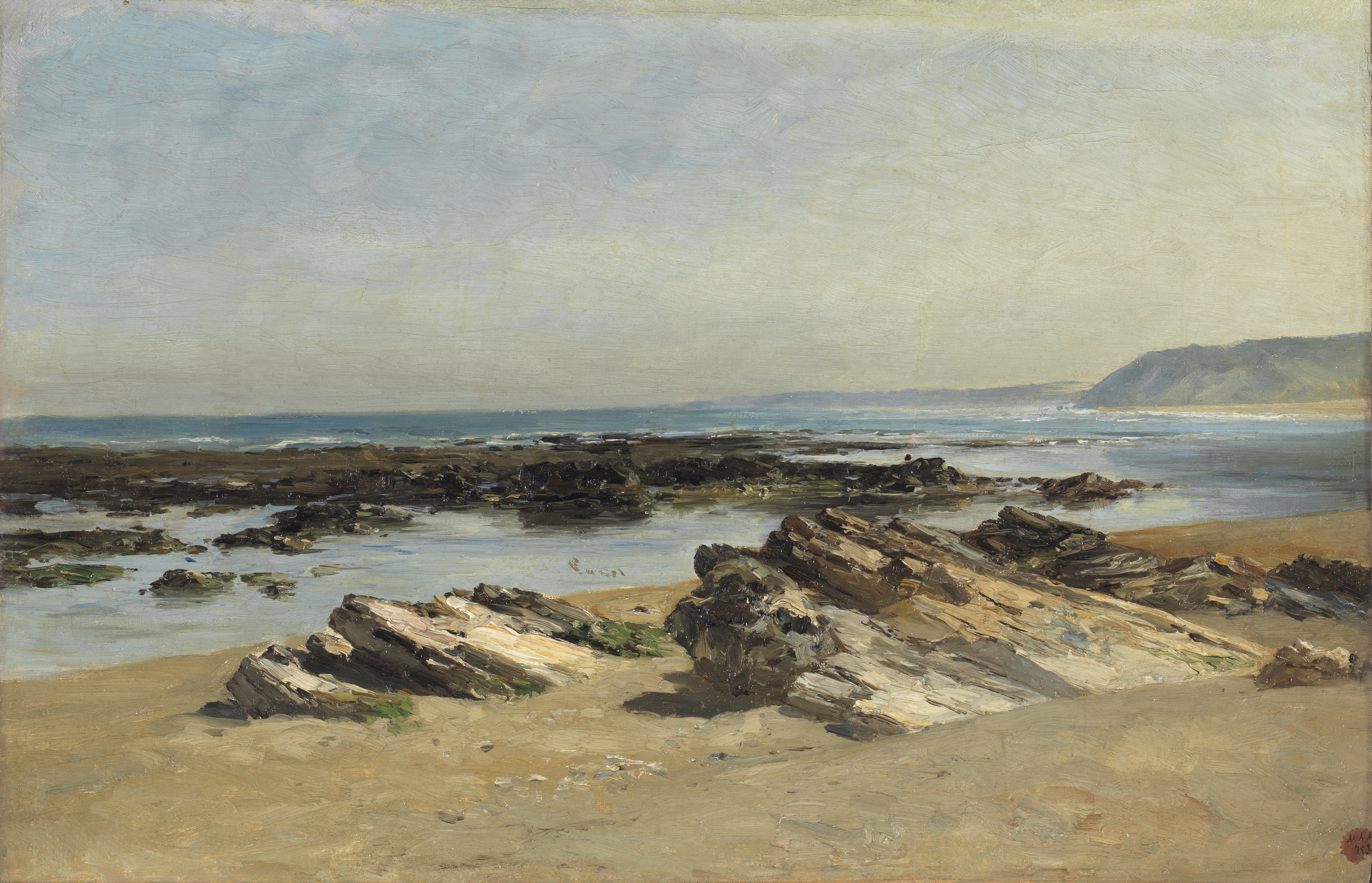
Bajamar en Guetaria, de Carlos Haes (1860-1880).
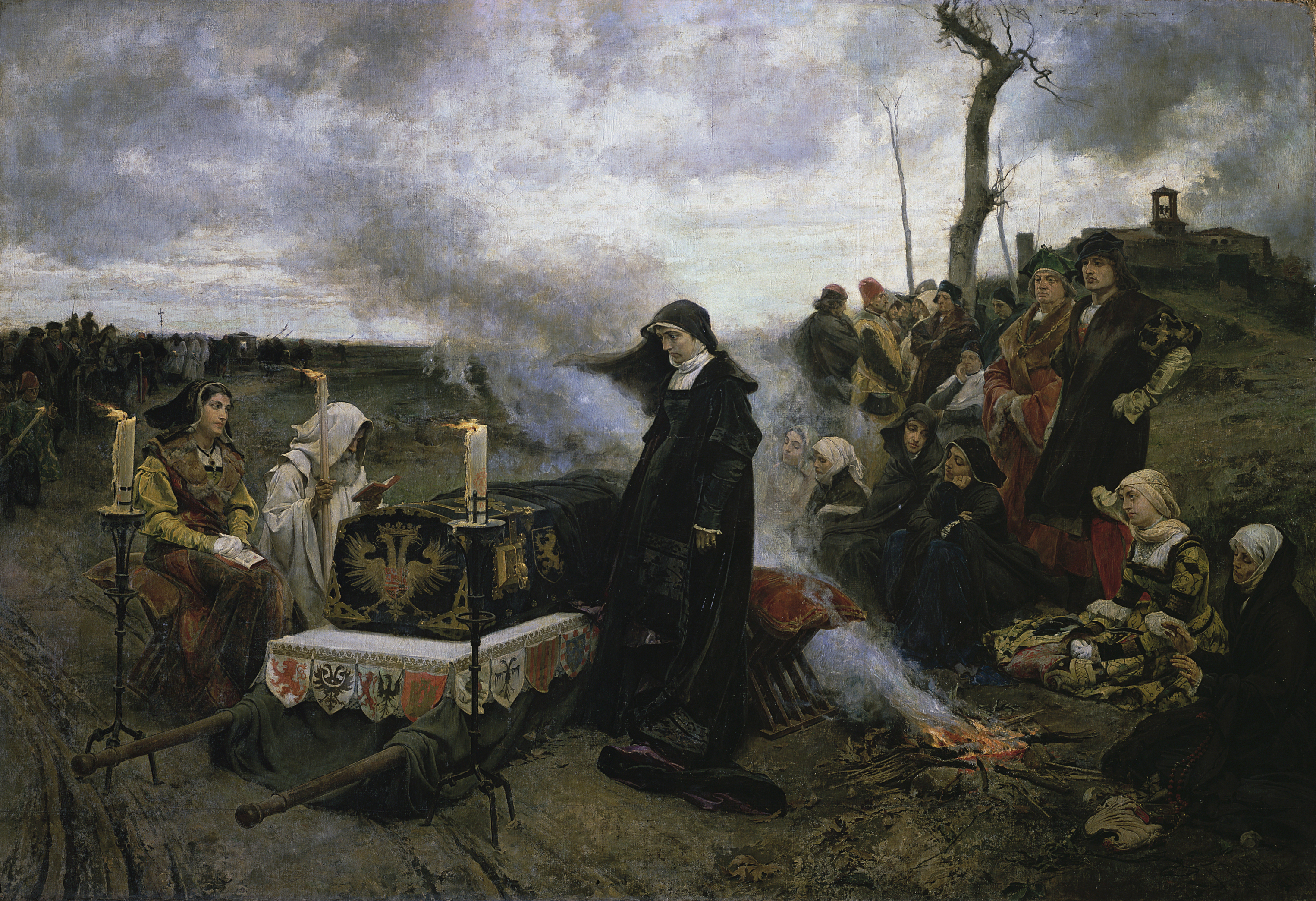
Doña Juana "la Loca", de Francisco Pradilla, 1877.

En la segunda mitad del siglo XIX aparecen figuras de excepcional calidad, como Mariano Fortuny, Eduardo Rosales, Joaquín Sorolla o Darío de Regoyos; que paulatinamente y con distintas soluciones técnicas y estéticas (tratamiento de la luz y la pincelada) abrieron la pintura española a la ruptura impresionista, aunque lo que pueda denominarse como un impresionismo español no es un concepto de clara definición. En escultura destacó la ingente obra de Mariano Benlliure, en un arte que cubrió la gran demanda de monumentos públicos (véase Madrid#Escultura urbana). En arquitectura, tras los estilos historicistas (que en España tuvieron en el neomudéjar un particular añadido al genérico neogótico desarrollado en toda Europa), se desarrolló un eclecticismo que preside el cambio de siglo, momento en el que las propuestas más avanzadas vinieron del modernismo catalán, especialmente de la gran figura de Gaudí. El urbanismo de los ensanches burgueses caracterizó la segunda mitad del siglo XIX (Plan Cerdá de Barcelona, Plan Castro de Madrid); mientras que a comienzos de siglo XX se diseñó el proyecto utopista de Arturo Soria en la Ciudad Lineal de Madrid.

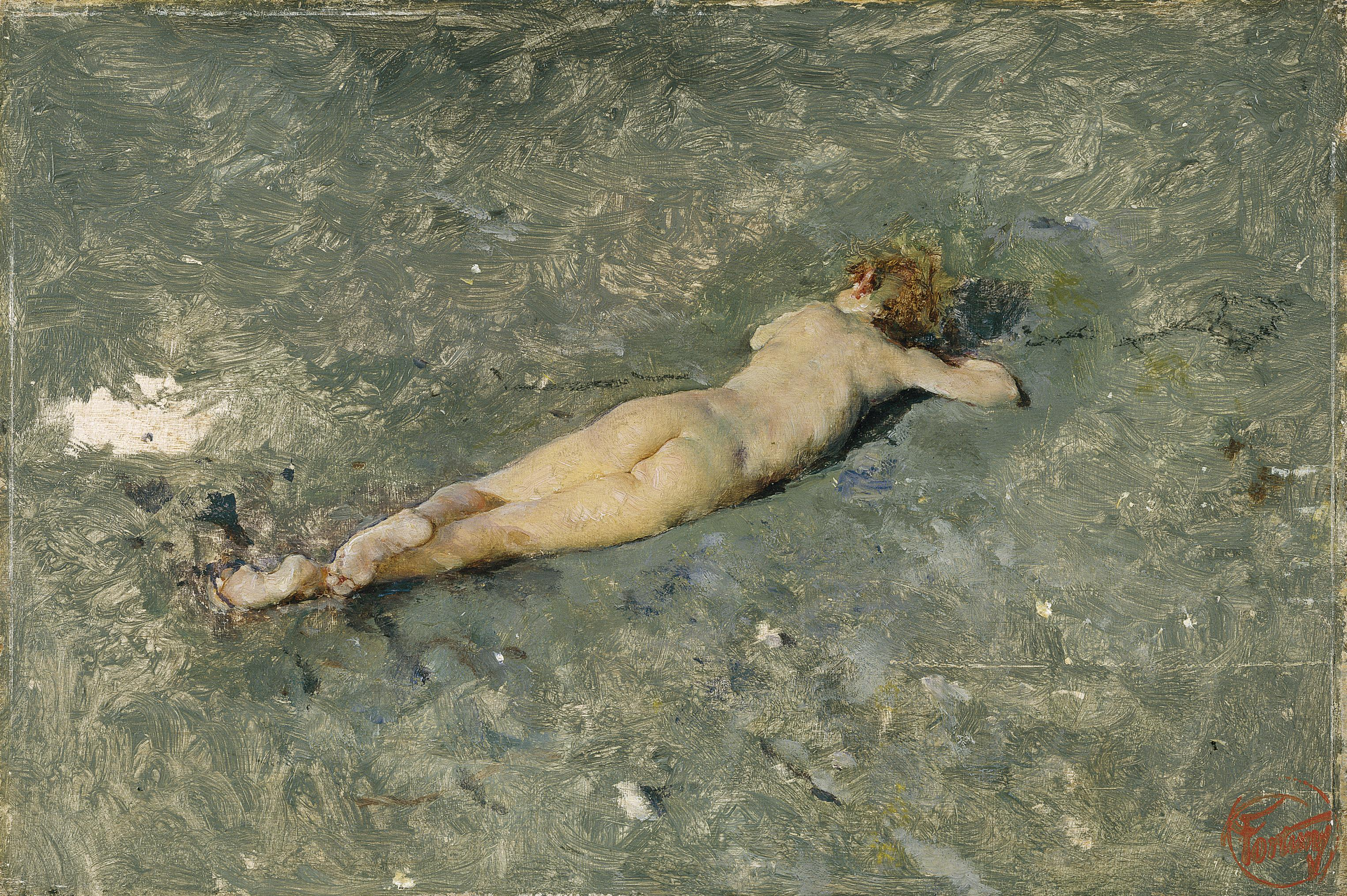
Desnudo en la playa, de Mariano Fortuny (1874).
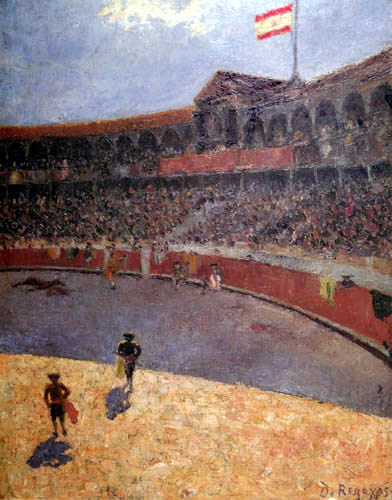
Tendido de sombra, de Darío de Regoyos (1882).
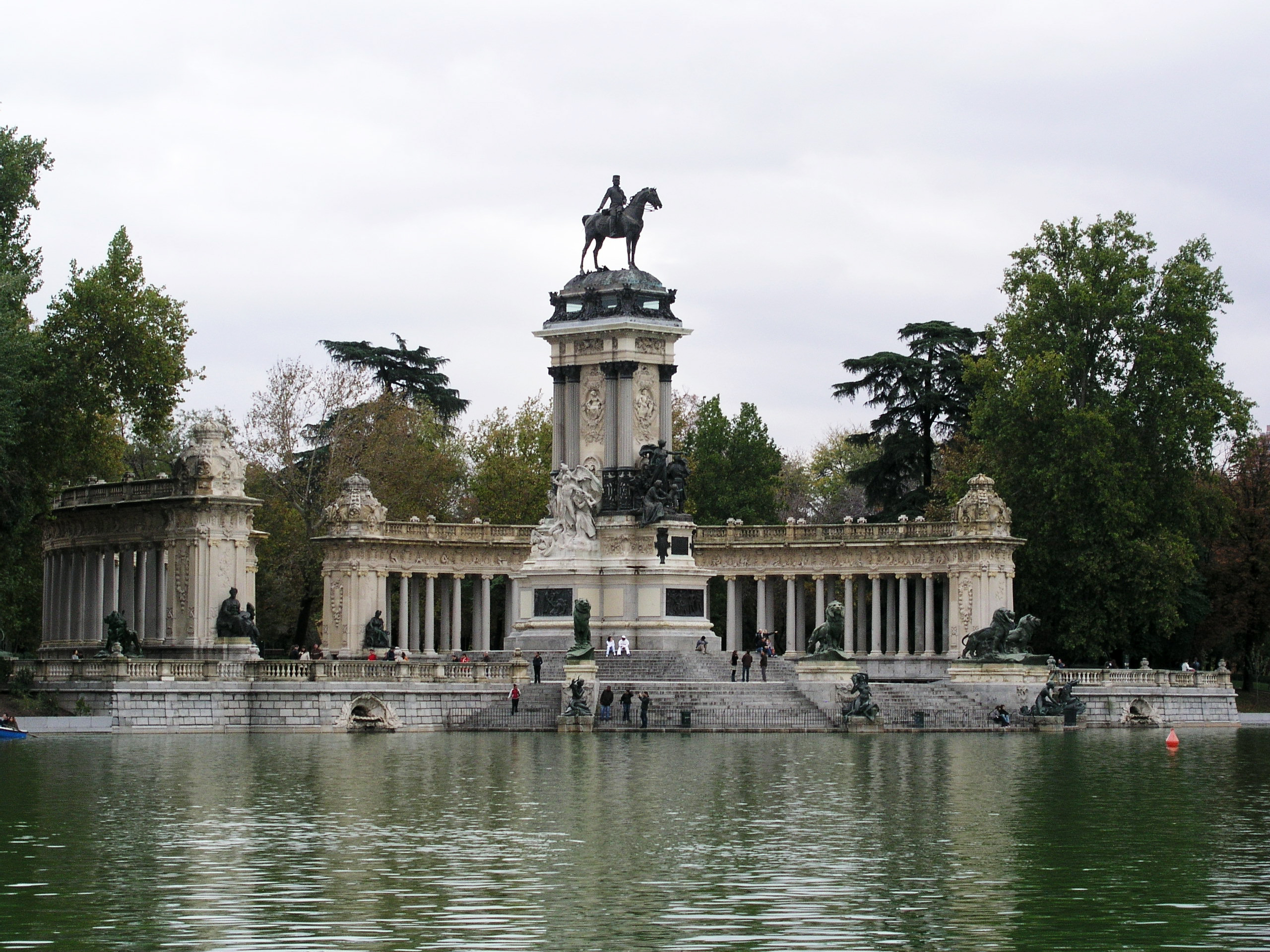
Monumento a Alfonso XII en el Parque del Retiro de Madrid (1922). Proyecto arquitectónico de José Grases Riera y obras de Mariano Benlliure, Clará, Mateo Inurria y otros.
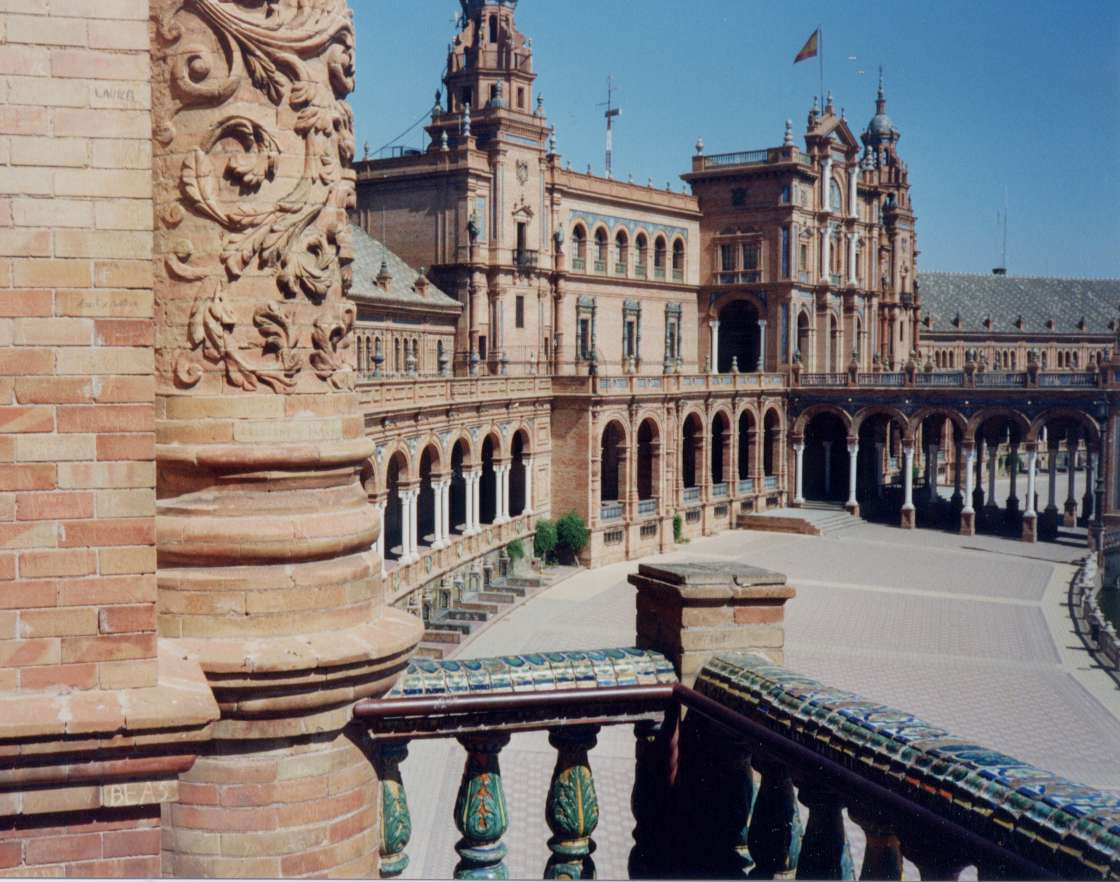
Plaza de España (Sevilla), construida para la Exposición Iberoamericana de Sevilla de 1927.

## Siglo XX
En pintura también fueron los modernistas, como Ramón Casas o Anglada Camarasa, los que dieron paso al siglo XX, que al igual que el anterior está ensombrecido en España por la presencia de un gigantesco genio; si aquel fue Goya, este fue Pablo Ruiz Picasso. Su estilo y carácter, marcadamente conectado con la tradición pictórica española, no ocultan, sin embargo, que realizara la práctica totalidad de su obra en Francia. También Luis Buñuel, Salvador Dalí, Julio González, Juan Gris, Joan Miró o Pablo Gargallo tuvieron que salir del país para desarrollar su arte en el centro de los vertiginosos cambios artísticos que fue el París de las vanguardias. No obstante, en el interior de la España del primer tercio del siglo XX (periodo de extraordinario dinamismo cultural, que ha merecido la denominación de Edad de Plata de las letras y ciencias españolas -véase también noucentisme y generación de 1914-), hubo artistas, muy diferentes entre sí, que adaptaron las inquietudes vanguardistas a una especial sensibilidad: José Gutiérrez Solana, Daniel Vázquez Díaz, Ignacio Zuloaga, o tres de los pilares de la "Escuela de Vallecas" Alberto Sánchez, Benjamín Palencia y Maruja Mallo; aunque los que alcanzaron una mayor proyección social fueron otros de trayectoria más clasicista, como Josep Clarà, Julio Romero de Torres o Josep Maria Sert. En arquitectura se recibió el impacto del movimiento moderno (GATEPAC) y en danza, puede destacarse a Vicente Escudero.

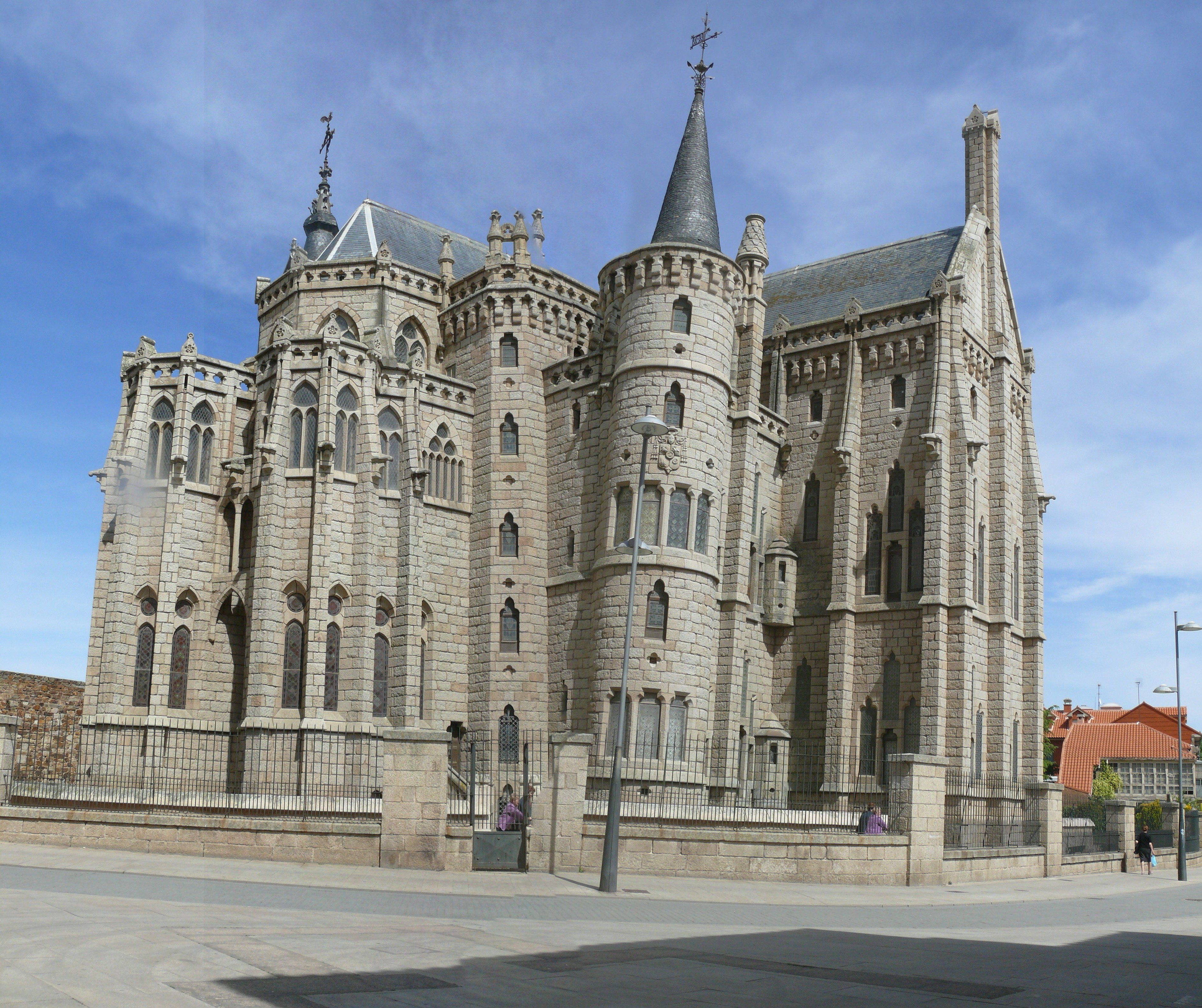
Palacio Episcopal de Astorga, de Gaudí (1889-1915); de estilo muy personal, tiene características neogóticas y modernistas.
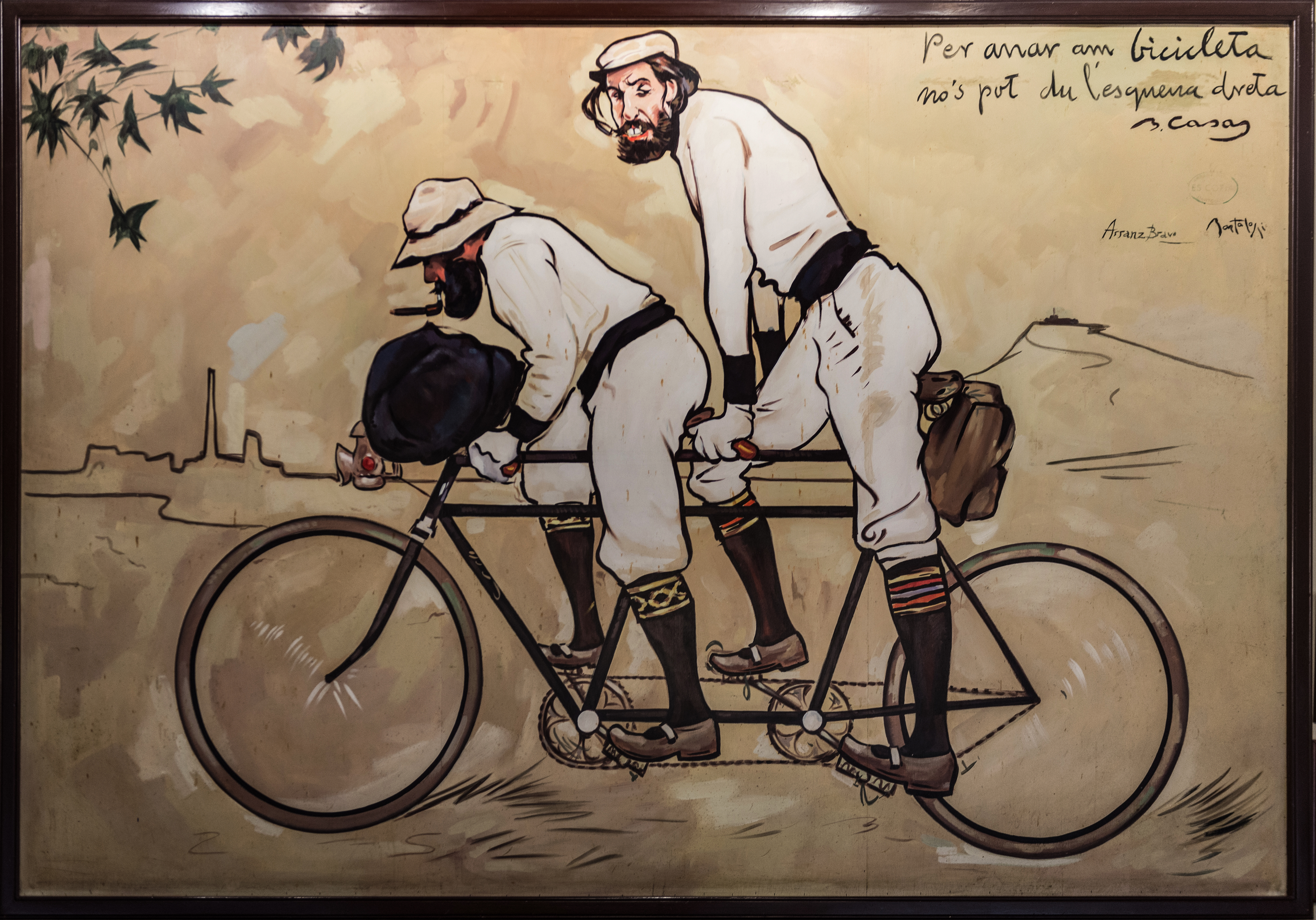
Tándem, de Ramón Casas, 1897.
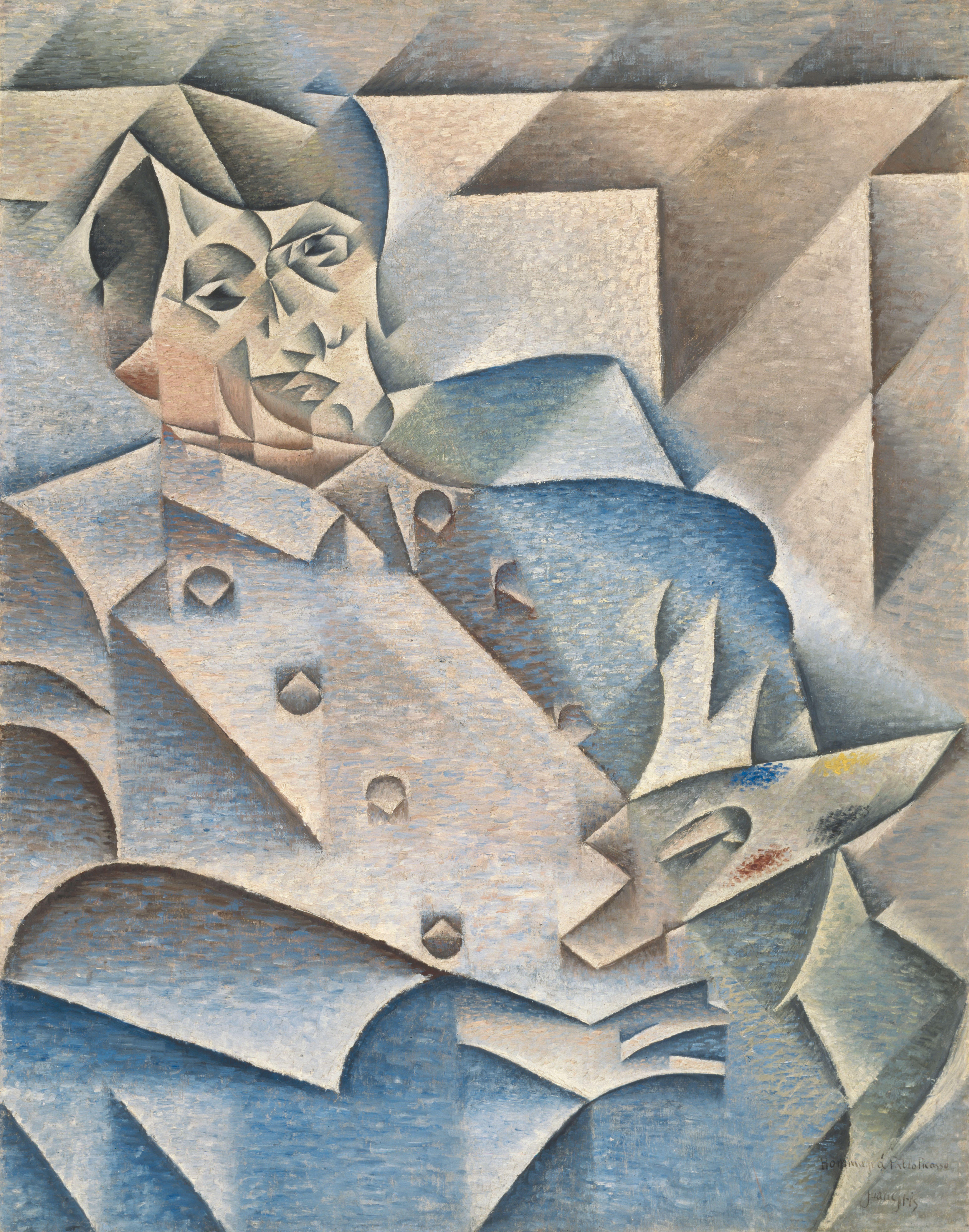
Retrato de Picasso por Juan Gris.

La Guerra Civil significó cierta ruptura para algunas artes, no así para el cine. Este llegó a ser el producto artístico más consumido por la sociedad, junto a los tebeos. El cine de mayor calidad y éxito era el importado de Hollywood, mientras que las producciones nacionales se centraban en dramas históricos y comedias costumbristas y folclóricas, protagonizadas en muchas ocasiones por niños prodigio. Un vena satírica puede rastrearse, sin embargo, en ciertas películas influidas por el neorrealismo italiano (Juan Antonio Bardem, Luis García Berlanga), pero sobre todo en la denominada Escuela Bruguera, donde en un primer momento destacan autores como José Escobar o Manuel Vázquez. 
En el ámbito del arte oficial, se desarrolló una arquitectura neoherreriana adecuada a las pretensiones imperiales del franquismo, que plasmó su ideal estético en el Valle de los Caídos (con programa escultórico de Juan de Ávalos). No obstante, también se desarrolló una pintura de vanguardia y rupturista: el informalismo, (Antoni Tàpies, la segunda escuela de Vallecas, Grupo el Paso, Antonio Saura, Fernando Zóbel, museo de arte abstracto de Cuenca) y la exploración de las posibilidades de la figuración, desde el hiperrealismo de Antonio López hasta la propuesta crítica, cercana al pop art, del Equipo Crónica. La escultura de los vascos Chillida, Oteiza e Ibarrola y el cine de Carlos Saura alcanzó también repercusión internacional. El régimen siguió intentando prestigiarse con la vuelta de artistas como Dalí, quien plasmaría en Figueras su particular mundo onírico, o Luis Buñuel, ganador de la Palma de Oro del festival de Cannes de 1961 con la cinta Viridiana. Finalmente, ha de destacarse a arquitectos de mediados de siglo, como Miguel Fisac o Sáenz de Oíza, bailaores y coreógrafos como Antonio Gades y diseñadores como Cristóbal Balenciaga.

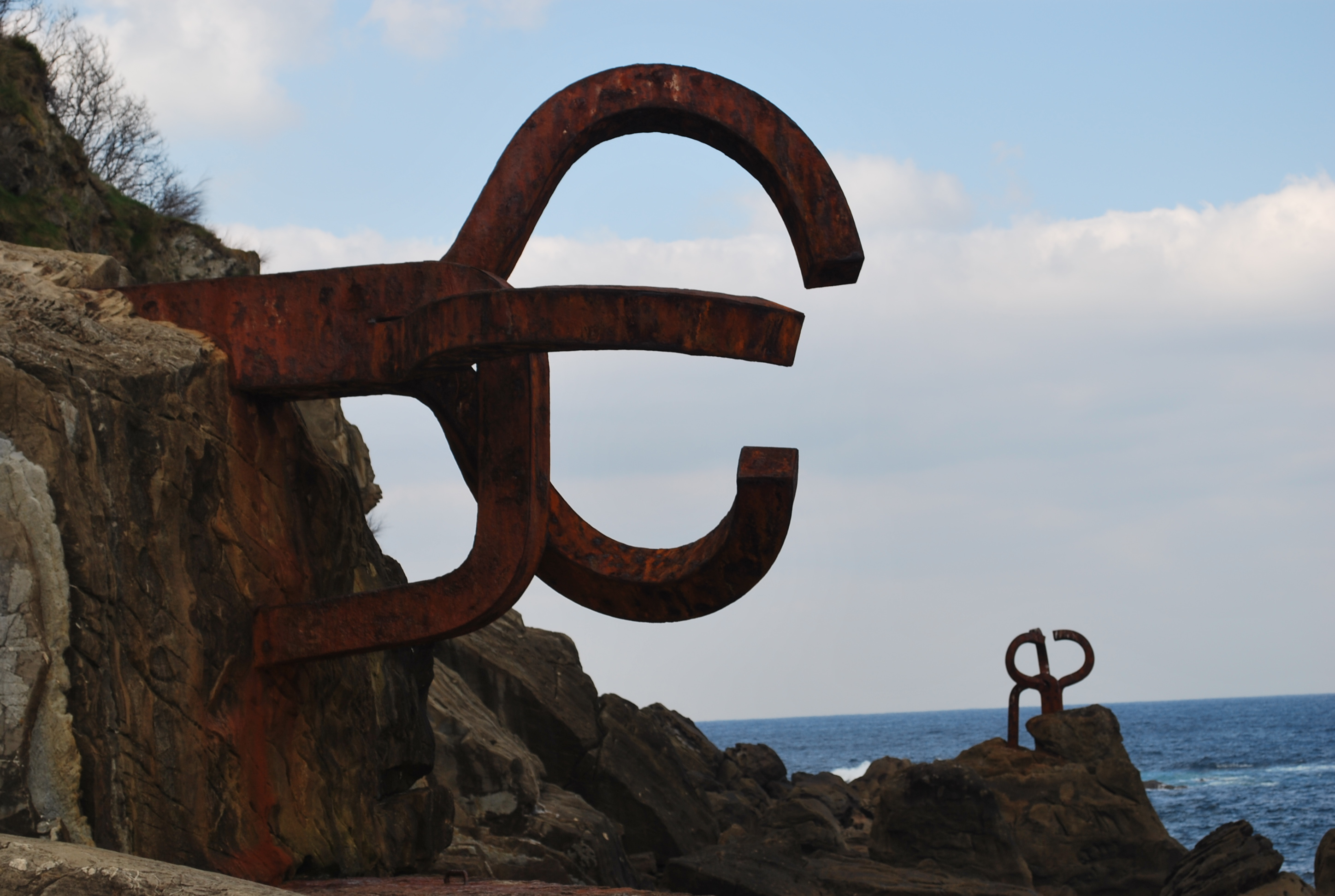
Peine del viento, de Eduardo Chillida (1976).
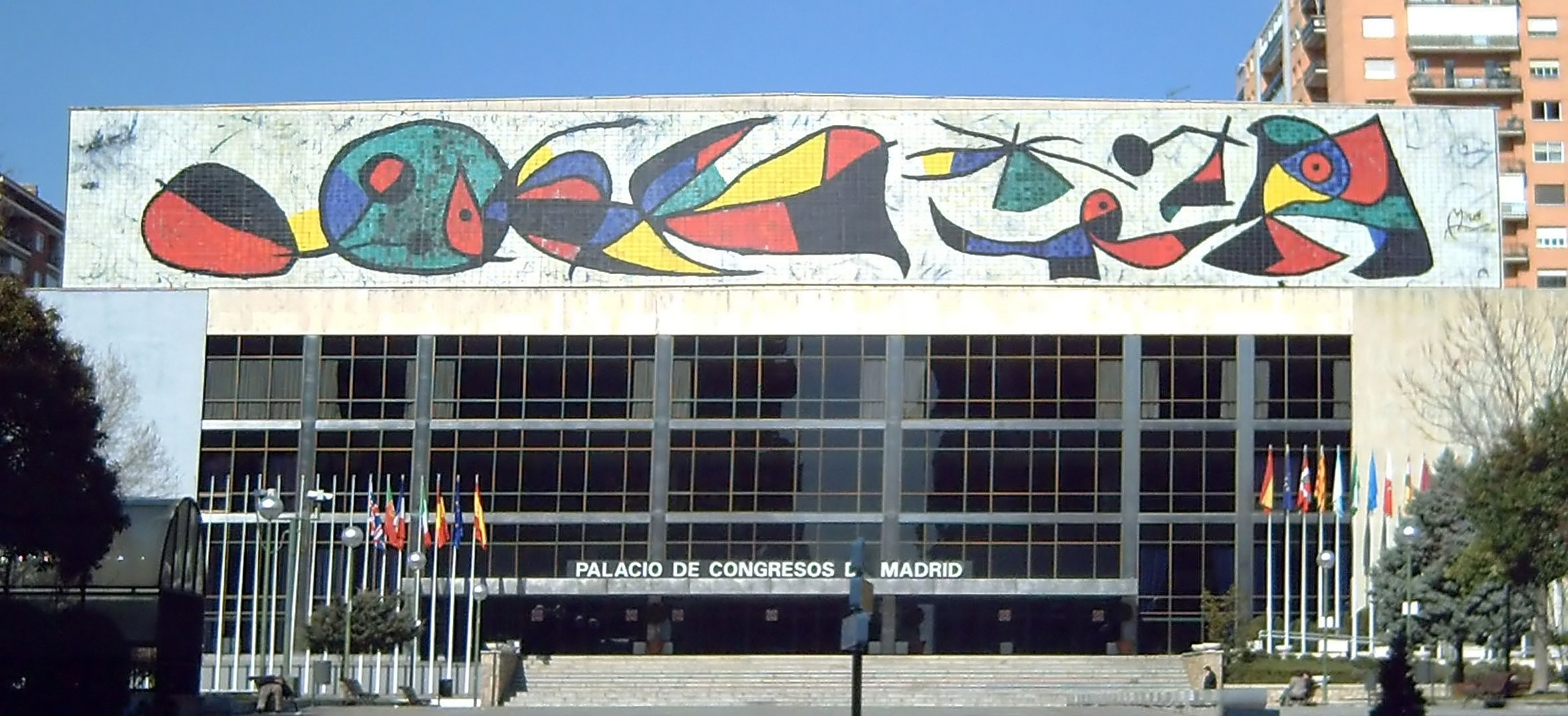
Mural del Palacio de Congresos de Madrid, de Joan Miró (1982).
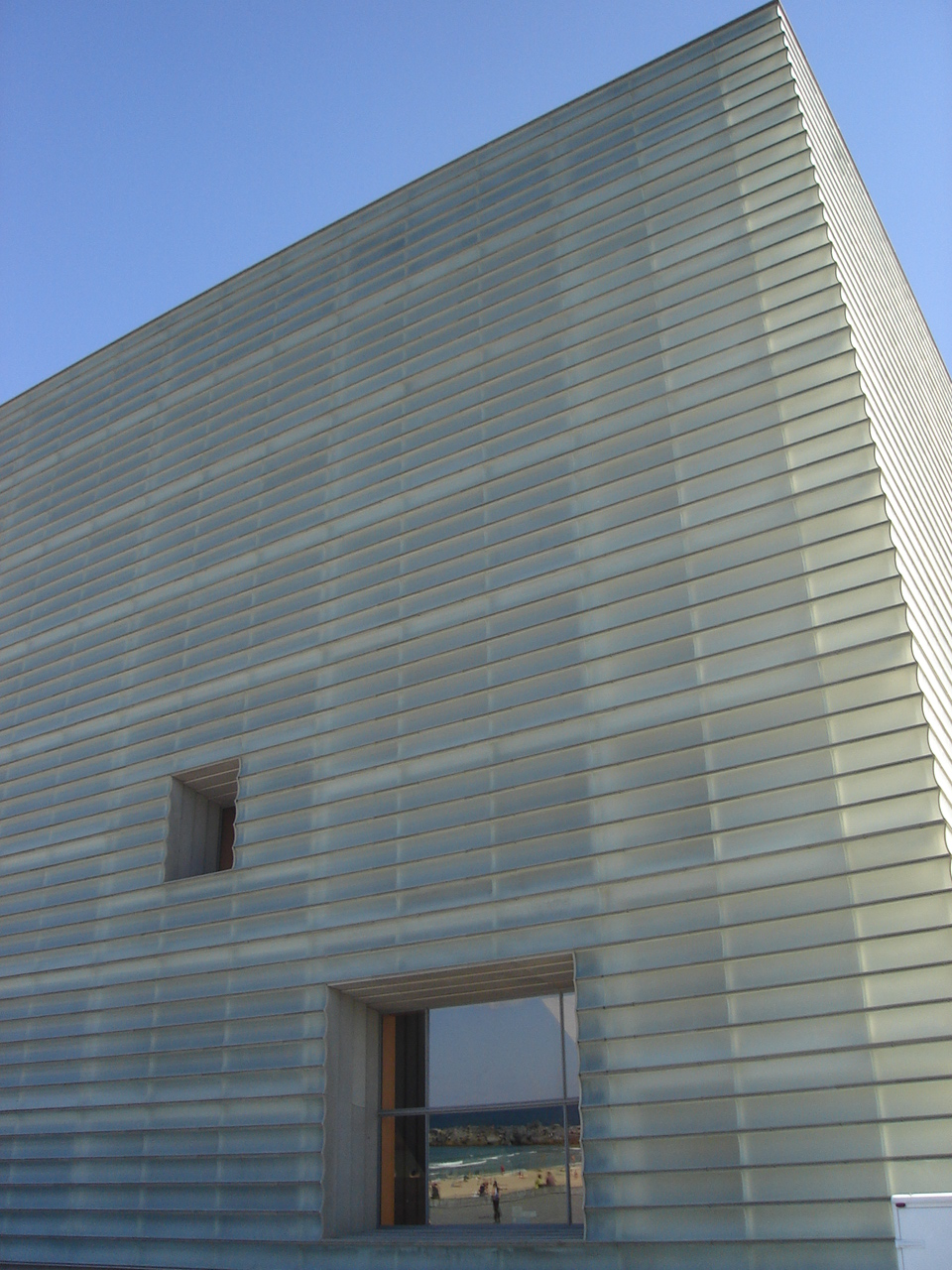
Kursaal, de Rafael Moneo (1999).

La muerte de Franco acabó con la censura, y dio lugar a un crecimiento cultural explosivo en algunas artes, especialmente en las audiovisuales y gráficas, como el cine (Pedro Almodóvar), el cómic (Felipe Hernández Cava, Carlos Giménez), el diseño (Adolfo Domínguez, Javier Mariscal) y la fotografía (Alberto García-Alix), además de propiciar fenómenos mediáticos como el destape. Etiquetas de gran éxito entre la crítica como arte conceptual, postmodernidad, transvanguardia o deconstrucción se han extendido a todo tipo de materiales y formas expresivas (instalaciones, videoarte, ciberarte, etc.) e incluso la gastronomía (Ferran Adrià). Gozan, igual que el cine, del apoyo del notable aparato institucional, tanto público como privado (feria ARCO, Madrid Fusión, Pasarela Gaudí, Premios Goya, IVAM, Guggenheim Bilbao, Museo Reina Sofía, fundaciones de instituciones financieras, etc.), que caracteriza al arte español moderno o contemporáneo (términos de uso muy difundido pero de difícil definición). Pintores como Juan Uslé, Pablo Rey o Luis Gordillo, arquitectos como Santiago Calatrava o Rafael Moneo y bailarines como Joaquín Cortés y Nacho Duato alcanzan, en cualquier caso, proyección internacional, mientras se imponen nuevas formas de ocio, como los videojuegos.